# Paynesville FC
El Paynesville FC es un equipo de fútbol de Liberia que juega en la Premier League de Liberia, la primera división nacional.

## Historia
Fue fundado en el año 2013 en la localidad de Paynesville y en la temporada 2022/23 logra el ascenso a la Premier League de Liberia como subcampeón de la segunda categoría. En su debut en la primera categoría terminó en sexto lugar y ganó su primer título cuando en la copa de Liberia venció 1-0 en la final al Invincible Eleven.
El club tuvo su primera participación internacional en la Copa Confederación de la CAF 2024-25 donde fue eliminado en la segunda ronda por el Stade Malien de Malí.

## Palmarés
- Copa de Liberia: 1

2023/24

## Participación en competiciones de la CAF
| Temporada | Torneo                       | Ronda         | Club         | Casa | Visita | Global |
| --------- | ---------------------------- | ------------- | ------------ | ---- | ------ | ------ |
| 2024/25   | Copa Confederación de la CAF | Primera ronda | Fovu Club    | 4-0  | 1-0    | 5-0    |
| 2024/25   | Copa Confederación de la CAF | Segunda ronda | Stade Malien | 1-0  | 1-3    | 2-3    |